# Józef Dorywalski
Józef Dorywalski (ur. 1900, zm. 1991) – polski naukowiec, profesor nauk rolniczych.

## Życiorys
Otrzymał tytuł profesora nauk rolniczych. Pracował w Katedrze Ogólnej Uprawy Roli i Roślin na Wydziale Rolnictwa i Bioinżynierii Uniwersytetu Przyrodniczego w Poznaniu.